# We Could Be the Same
„We Could Be the Same“ (turecky Aynı Olabiliriz) je píseň turecké rockové kapely maNga, která reprezentovala Turecko na Eurovision Song Contest 2010 v norském Oslu, kde se umístila na druhém místě za vítězným Německem.

## Výběr
V průběhu ledna bylo oznámeno, že maNga vstoupila do intenzivního období v rámci přípravy na Eurovision Song Contest 2010, kdy zdokonalovala písně předložené veřejnoprávnímu vysílateli TRT. V únoru 2010 maNga předložila tři písně, které byly určeny pro výběr do Eurovision Song Contest 2010. Všechny skladby byly v angličtině. Vybraná píseň „We Could Be the Same“ byla vyhlášena dne 3. března vysílatelem TRT.

## Videoklip
Videoklip k písni byl natočen v Bosporské úžině naproti Zlatého rohu na palubě tankeru.

## Žebříčky

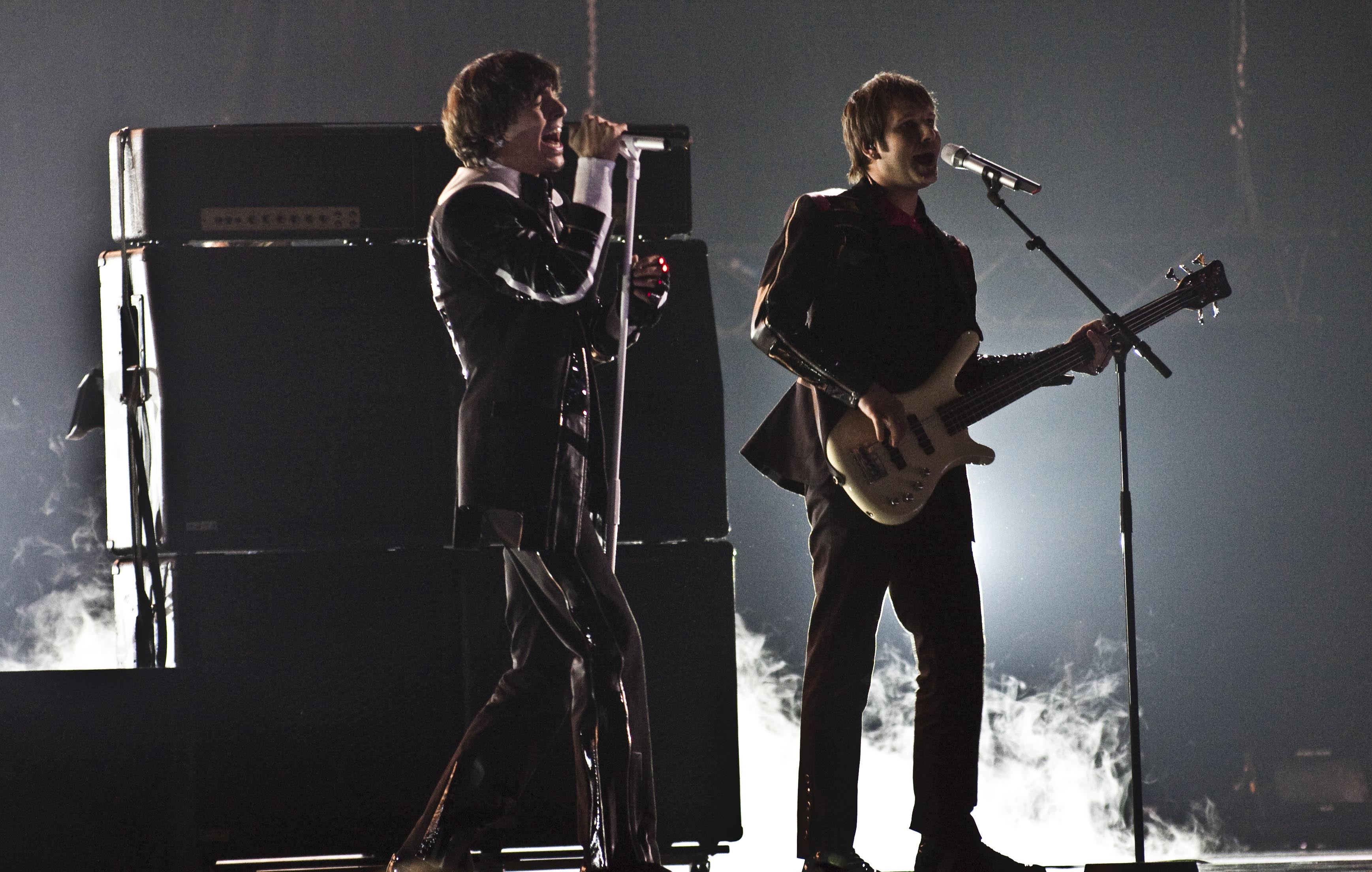
maNga na Eurovision Song Contest 2010

| Žebříčky (2010)       | Nejvyšší umístění |
| --------------------- | ----------------- |
| Swedish Singles Chart | 29                |
| Swiss Singles Chart   | 56                |
| Turkish Singles Chart | 1                 |
| UK Singles Chart      | 129               |